# 小野部田村
小野部田村（おのへたむら）は、熊本県の中部に位置していた村。

## 歴史
- 1889年4月1日 - 北小野村、中小野村、南小野村、北部田村、南部田村が合併して発足。
- 1955年4月1日 - 河江村と合併し益南村が発足。

## 学校
- 小野部田村立小野部田小学校

## 名所・旧跡
- 三宝寺
- 摂取寺
- 守山八幡宮

## 出身著名人
- 鉄眼道光
- 鋳方末彦